# Ben Karlin
Ben Karlin (...) è uno sceneggiatore e produttore televisivo statunitense.
Ha vinto diversi premi Emmy in veste di co-produttore di The Daily Show with Jon Stewart, The Colbert Report e Modern Family.

## Filmografia

### Sceneggiatore
- Space Ghost Coast to Coast - serie TV, 4 episodi (1997-1998)
- On the Air: An On Air Guide to Getting on the Air - film TV (2002)
- The Race from the White House 2004 - film TV (2004)
- Indecision 2004: Midway to the Election Spectacular - film TV (2004)
- The 78th Annual Academy Awards - special TV (2006)
- The Daily Show with Jon Stewart - programma TV, 884 puntate (1999-2006)
- A.C.O.D. - Adulti complessati originati da divorzio, regia di Stu Zicherman (2013)
- Modern Family - serie TV (2009 - in produzione)

### Produttore
- The Daily Show Summer Spectacular - film TV (1999)
- The Greatest Millennium - film TV (1999)
- The Out at the Movies Fabulous Big 'O' Special: Being Frank DeCaro - film TV (2000)
- Wrinkled Nuts - film TV (2000)
- The Campaign Trail to the Road to the White House - film TV (2000)
- The Campaign Trail to the Road to the White House: Storytellers - film TV (2000)
- Tales of Survival - film TV (2000)
- The Out at the Movies Fabulous Big 'O' Special: Miscast Away - film TV (2001)
- Steve Carell Salutes Steve Carell - film TV (2001)
- Mo Rocca's Back to School Special - film TV (2001)
- Stephen Colbert Again: A Look Back - film TV (2001)
- The Big O! True West Hollywood Story - film TV (2002)
- Matt Walsh Goes to Hawaii - film TV (2002)
- On the Air: An On Air Guide to Getting on the Air - film TV (2002)
- The Road to Washington - film TV (2002)
- The Frank DeCaro Big 'O' Special: A Fable - film TV (2002)
- Da Ali G Show - serie TV (2003)
- Iraq: A Look Baq (Or, How We Learned to Stop Reporting and Love the War)  - film TV (2003)
- I'm a Correspondent, Please Don't Fire Me - film TV (2003)
- Who Are the Daily Show? - film TV (2003)
- The Race from the White House 2004 - film TV (2004)
- Indecision 2004: Midway to the Election Spectacular - film TV (2004)
- Night of Too Many Stars: An Overbooked Event for Autism Education - film TV (2006)
- Sportsfan - film TV (2006)
- The Daily Show with Jon Stewart - programma TV (2000-2006)
- Three Strikes - film TV (2006
- The Colbert Report - programma TV (2005-2008)
- 50 e 50 , regia di Jonathan Levine (2011)
- A.C.O.D. - Adulti complessati originati da divorzio, regia di Stu Zicherman (2013)
- Modern Family - serie TV (2009 - in produzione)